# Кіт Краудер
Кіт Краудер (англ. Keith Crowder, нар. 6 січня 1959, Віндзор) — канадський хокеїст, що грав на позиції крайнього нападника.
Провів понад 700 матчів у Національній хокейній лізі.

## Ігрова кар'єра
Хокейну кар'єру розпочав 1976 року.
1979 року був обраний на драфті НХЛ під 57-м загальним номером командою «Бостон Брюїнс». 
Протягом професійної клубної ігрової кар'єри, що тривала 13 років, захищав кольори команд «Бірмінгем Буллз», «Бінгемтон Дастерс», «Спрингфілд Індіанс», «Бостон Брюїнс» та «Лос-Анджелес Кінгс».
Загалом провів 747 матчів у НХЛ, включаючи 85 ігор плей-оф Кубка Стенлі.

## Сім'я
Його рідний брат Брюс також хокеїст, виступав в НХЛ по завершенні кар'єри гравця асистент головного тренера хокейної команди, що представляє Університет Мену в НКАА.

## Статистика
| Сезон        | Клуб                 | Ліга         | Регулярний сезон | Регулярний сезон | Регулярний сезон | Регулярний сезон | Регулярний сезон | Плей-оф | Плей-оф | Плей-оф | Плей-оф | Плей-оф |
| Сезон        | Клуб                 | Ліга         | І                | Г                | П                | О                | ШХ               | І       | Г       | П       | О       | ШХ      |
| ------------ | -------------------- | ------------ | ---------------- | ---------------- | ---------------- | ---------------- | ---------------- | ------- | ------- | ------- | ------- | ------- |
| 1976–77      | «Пітерборо Пітс»     | ОЮХЛ         | 58               | 13               | 19               | 32               | 99               | —       | —       | —       | —       | —       |
| 1977–78      | «Пітерборо Пітс»     | ОЮХЛ         | 58               | 30               | 30               | 60               | 139              | —       | —       | —       | —       | —       |
| 1978–79      | «Пітерборо Пітс»     | ОЮХЛ         | 43               | 25               | 41               | 66               | 76               | —       | —       | —       | —       | —       |
| 1978–79      | «Бірмінгем Буллз»    | ВХА          | 5                | 1                | 0                | 1                | 17               | —       | —       | —       | —       | —       |
| 1979–80      | «Гренд-Рапідс»       | ІХЛ          | 20               | 10               | 13               | 23               | 22               | —       | —       | —       | —       | —       |
| 1979–80      | «Бінгемтон Дастерс»  | АХЛ          | 13               | 4                | 0                | 4                | 15               | —       | —       | —       | —       | —       |
| 1980–81      | «Спрингфілд Індіанс» | АХЛ          | 26               | 12               | 18               | 30               | 34               | —       | —       | —       | —       | —       |
| 1980–81      | «Бостон Брюїнс»      | НХЛ          | 47               | 13               | 12               | 25               | 172              | 3       | 2       | 0       | 2       | 9       |
| 1981–82      | «Бостон Брюїнс»      | НХЛ          | 71               | 23               | 21               | 44               | 101              | 11      | 2       | 2       | 4       | 14      |
| 1982–83      | «Бостон Брюїнс»      | НХЛ          | 74               | 35               | 39               | 74               | 105              | 17      | 1       | 6       | 7       | 52      |
| 1983–84      | «Бостон Брюїнс»      | НХЛ          | 63               | 24               | 28               | 52               | 128              | 3       | 0       | 0       | 0       | 2       |
| 1984–85      | «Бостон Брюїнс»      | НХЛ          | 79               | 32               | 38               | 70               | 142              | 4       | 3       | 2       | 5       | 19      |
| 1985–86      | «Бостон Брюїнс»      | НХЛ          | 78               | 38               | 46               | 84               | 177              | 3       | 2       | 0       | 2       | 21      |
| 1986–87      | «Бостон Брюїнс»      | НХЛ          | 58               | 22               | 30               | 52               | 106              | 4       | 0       | 1       | 1       | 4       |
| 1987–88      | «Бостон Брюїнс»      | НХЛ          | 68               | 17               | 26               | 43               | 173              | 23      | 3       | 9       | 12      | 44      |
| 1988–89      | «Бостон Брюїнс»      | НХЛ          | 69               | 15               | 18               | 33               | 147              | 10      | 0       | 2       | 2       | 37      |
| 1989–90      | «Лос-Анджелес Кінгс» | НХЛ          | 55               | 4                | 13               | 17               | 93               | 7       | 1       | 0       | 1       | 9       |
| Усього в НХЛ | Усього в НХЛ         | Усього в НХЛ | 662              | 223              | 271              | 494              | 1344             | 85      | 14      | 22      | 36      | 211     |